# Alphonse-Marie Runiga Musanganya
Alphonse-Marie Runiga Musanganya (* Dezember 1924 in Bushumba, Demokratische Republik Kongo; † 11. August 2006) war Bischof von Mahagi-Nioka.

## Leben
Alphonse-Marie Runiga Musanganya empfing am 2. April 1956 das Sakrament der Priesterweihe.
Am 3. Mai 1979 ernannte ihn Papst Johannes Paul II. zum Titularbischof von Gigthi und bestellte ihn zum Weihbischof in Kisangani. Der Erzbischof von Kisangani, Augustin Fataki Alueke, spendete ihm am 16. September desselben Jahres in der Kathedrale Notre-Dame du Rosaire in Kisangani die Bischofsweihe; Mitkonsekratoren waren der Erzbischof von Bukavu, Aloys Mulindwa Mutabesha Mugoma Mweru, und der Bischof von Bunia, Gabriel Ukec.
Am 4. September 1980 ernannte ihn Johannes Paul II. zum Bischof von Mahagi-Nioka. Papst Johannes Paul II. nahm am 16. Oktober 2001 das von Alphonse-Marie Runiga Musanganya aus Altersgründen vorgebrachte Rücktrittsgesuch an.